# Якшич, Петар
Петар Якшич (серб. Петар Јакшић; род. 20 июля 2001, Белград) — сербский ватерполист, игрок клуба «Ратнички» и сборной Сербии. Чемпион Олимпийских игр 2024 года.

## Карьера
На клубном уровне Петар Якшич с 2019 по 2024 годы играл за «Партизан». С 2024 года выступает за ВК «Ратнички».
С 2024 года привлекается к игре в национальной сборной страны.
В феврале 2024 года играл за сборную на чемпионате мира в Дохе, где сербы уступили в четвертьфинале хорватам, заняв итоговое шестое место.
На Олимпийских играх 2024 года в Париже сербы в финале встретились с Хорватией и победили 13-11. Петар Якшич, забив в полуфинале гол, стал чемпионом Олимпийских игр.
Старший брат Никола Якшич также игрок национальной сборной по водному поло.